# Les Sept Trônes
Pour les articles homonymes, voir Trône (homonymie).
Les Sept Trônes (en persan : هفت اورنگ / Haft Owrang) sont un recueil de sept masnavis en persan, composés par Djami au XVe siècle.